# Meloe franciscanus
Meloe franciscanus är en skalbaggsart som beskrevs av Van Dyke 1928. Meloe franciscanus ingår i släktet Meloe och familjen oljebaggar. Inga underarter finns listade i Catalogue of Life.